# Windpark Andau/Halbturn
Der Windpark Andau/Halbturn ist ein Windpark in den burgenländischen Gemeinden Andau und Halbturn im Bezirk Neusiedl am See. Mit 79 Windkraftanlagen der 3-MW-Klasse und einer installierten Leistung von 237 MW ist er nach Daten des Windverbandes EWEA der drittgrößte Onshore-Windpark Europas und nach Angaben des ORF der größte Windpark Mitteleuropas. Das jährliche Regelarbeitsvermögen liegt bei 545 GWh, was dem Jahresstrombedarf von ca. 155.000 Haushalten entspricht. Im März 2013 wurde die erste Windkraftanlage in Betrieb genommen, die offizielle Inbetriebnahme fand im August 2014 statt.
Unter anderem durch die Einspeisung von Anlagen aus diesem Windpark, der rund ein Drittel der Gesamtwindleistung des Burgenlandes von 770 MW (Stand: Ende 2013) stellt, wurde das Burgenland Ende 2013 rechnerisch "stromautark".

## Allgemeines und Lage
Betrieben wird der Windpark von Energie Burgenland Windkraft, einem Tochterunternehmen der Energie Burgenland, ImWind sowie der Püspök Group. Dabei werden der Austrian Wind Power 38 Anlagen gehören, ImWind 10 Anlagen und der Püspök Group 31. Der Spatenstich erfolgte am 4. Mai 2012, die Investitionskosten betragen ca. 450 Mio. Euro.
Die Windparkfläche befindet sich südlich der Kläranlage des Bauhofes bzw. der Kläranlage Halbturn und wird im Westen von der Albrechtsfelder Landstraße begrenzt. Die östliche sowie die südliche Grenze bildet die Staatsgrenze nach Ungarn.

## Technik
Zum Einsatz kommen insgesamt 79 getriebelose Windkraftanlagen des Typs Enercon E-101 mit einer Nennleistung von 3 MW sowie einem Rotordurchmesser von 101 Metern. Um Eiswurf zu vermeiden sowie zur Ertragssteigerung in den Wintermonaten sind die Anlagen mit einer Rotorblattheizung ausgestattet. Die Anlaufwindgeschwindigkeit liegt bei 2,5 m/s, Nennleistung wird bei 12 m/s erreicht. Durch die Ausstattung mit einer Sturmregelung, bei der die Rotorblätter zur Vermeidung von Überlasten bei sehr hohen Windgeschwindigkeit teilweise aus dem Wind gedreht werden, liegt die Abschaltgeschwindigkeit zwischen 28 und 34 m/s, also bei etwa 100 bis 122 km/h.
Der Großteil der Windkraftanlagen wurde auf Hybridtürmen mit 135 Metern Nabenhöhe errichtet, was einer Gesamthöhe von 186 Metern entspricht, bei einer Anlage sollte ein 99 Meter hoher Hybridturm zum Einsatz kommen, was in einer Gesamthöhe von 150 Metern resultiert. Die Hybridtürme bestehen im unteren Bereich aus vorgefertigten Fertigbetonteilen, die auf der Baustelle zu Turmringen zusammengefügt werden, im oberen Bereich kommen Turmsegmente aus Stahlblech zum Einsatz. Zudem errichtete Enercon in Zurndorf ein Betonturmwerk mit einer Kapazität von bis zu 200 Betontürmen pro Jahr, das 2012 den Betrieb aufnahm. Mit diesem Werk sollte neben dem österreichischen Markt auch Osteuropa erschlossen werden. Das Werk wurde 2018 stillgelegt, inzwischen ist die Firma Leier International im Werksgebäude angesiedelt.
Vier bis acht Windkraftanlagen wurden mittels je eines Hochspannungskabels für Dreiphasenwechselspannung mit einer Betriebsspannung von 30 kV als Zwischenkreis mit dem Umspannwerk in Andau verbunden, wo eine Anbindung an die 110 kV-Netzebene erfolgt. Das Umspannwerk, das im Juni 2013 eröffnet wurde, verfügt über eine Trafoleistung von 320 MW.

## Ursprüngliche Planung
Nach den Genehmigungsunterlagen (Stand 2010) waren ursprünglich 93 Enercon E-101 vorgesehen, die auf einer Fläche von rund 1980 ha aufgestellt werden sollten. Von diesen 1980 ha sollten ca. 24 ha dauerhaft in Anspruch genommen werden, 17,9 ha für Fundamente, Trafostationen sowie Kranstellflächen und weitere 6,5 ha für die Zuwegung. Zusätzlich sollten in der Bauphase 16,7 ha temporär beansprucht werden. Mit der reduzierten Anzahl an Windkraftanlagen ist davon auszugehen, dass sich der Flächenbedarf entsprechend verringerte.